# Vetenskapsåret 1703

## Händelser
- En tidig, enkel seismograf utvecklas av den franske fysikern Jean de Hautefeuille.
- Isaac Newton väljs till ordförande av Royal Society, en position han håller till sin död 1727.
- På Hispaniola upptäcks Fuchsiasläktet av Charles Plumier.[1]

## Födda
- 28 oktober - Antoine Deparcieux (död 1768), fransk matematiker.
- 25 november - Jean-François Séguier (död 1784), fransk astronom och botaniker.
- 2 december - Ferdinand Konščak (död 1759), kroatisk upptäcktsresande.
- Chester Moore Hall (död 1771), engelsk instrumentmakare.
- Aleksej Tjirikov (död 1748), rysk forskningsresande.

## Avlidna
- 3 mars - Robert Hooke (född 1635), engelsk vetenskapsman.
- 22 september - Vincenzo Viviani (född 1622), italiensk matematiker och vetenskapsman.
- 28 oktober - John Wallis (född 1616), engelsk matematiker.

### Fotnoter
1. ↑  (1910) The Encyclopædia Britannica: a Dictionary of Arts, Sciences, Literature and General Information, Volume XI, Franciscans to Gibbons 11th ed. New York: The Encyclopædia Britannica Company. p. 272. läst 25 september 2007.